# ロバート・ベヴァン

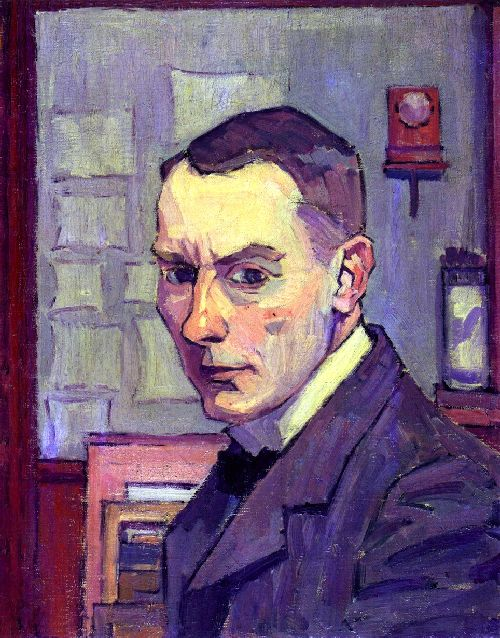
ロバート・ベヴァン作「自画像」(1914)、ナショナル・ポートレート・ギャラリー蔵

ロバート・ベヴァン（Robert Polhill Bevan、1865年8月5日 - 1925年7月8日）は、イギリスの画家、版画家である。フランスで学び、ロンドンで美術家のグループの「カムデン・タウン・グループ」の芸術家の一人として活動し、ポスト印象派のスタイルの風景画などを描いた。

## 略歴
イングランド南東部のブライトンに近いホヴの街に生まれた。父親はクエーカーの銀行家であった。ロンドンのウエストミンスター美術学校で学んだ後、パリに移り、アカデミー・ジュリアンに入学した。同時期の学生には、ポール・セリュジエ、ピエール・ボナール、エドゥアール・ヴュイヤール、モーリス・ドニらがいた。1890年に同僚のエリック・フォーブス＝ロバートソンとともに初めてブルターニュを訪れ、ポール・ゴーギャンらが活動していたポン＝タヴァンを訪れ、翌年の秋にはポン＝タヴァンを訪ずれた後、マドリードなどスペインやモロッコを旅し、スペインではベラスケスとゴヤらの作品を学んだ。
1894 年にイギリスに帰国し、サマセットのエクスムーア（Exmoor）で暮らし、絵を描き、ハンティングをして過ごした。
1897年の夏に、エリック・フォーブス＝ロバートソンとポーランド生まれの画家の女性との結婚式で立会人を務め、新婦側の立会人だったポーランド生まれの画家スタニスラワ・デ・カルロウスカ（Stanisława de Karłowska: 1876-1952）と知り合い、その年結婚した。1900年までポーランドで暮らし、その後、ロンドンの戻るが、夏は1905年までポーランドに旅した。
1911年にハロルド・ギルマンやスペンサー・フレデリック・ゴアらとともにウォルター・シッカートを中心とする「カムデン・タウン・グループ」に参加し、より前衛的なグループが合流して「ロンドン・グループ」と呼ばれるようになったグループにも参加した。ハロルド ギルマンやチャールズ・ジナー、ジョン・ナッシュとともに「カンバーランド・マーケット・グループ」（Cumberland Market Group）としても活動した。主にポスト印象派のスタイルの風景画を描いた。1922年にニュー・イングリッシュ・アート・クラブの会員になった。
1925年に胃癌のためロンドンで59歳で亡くなった。

## 作品

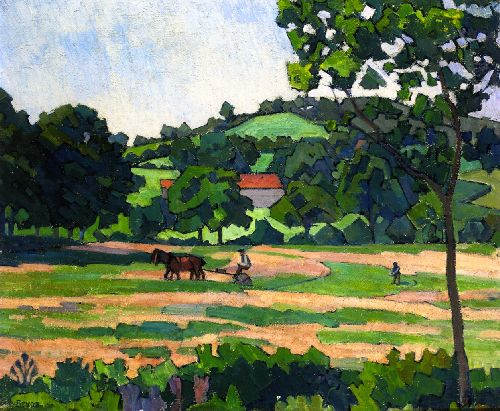
牧草の刈り取り (c.1910)
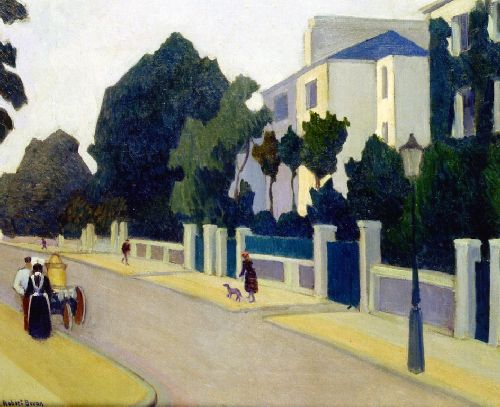
"Queen's Road"   (c.1910)
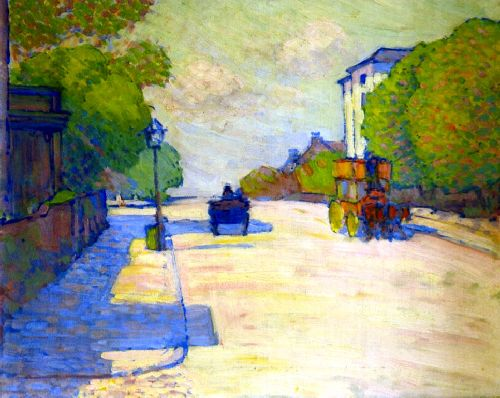
陽光のなかのアドレイド通り(c.1910)
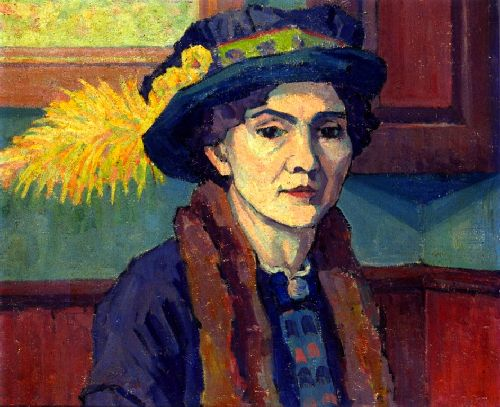
羽飾りの帽子(1915)